# Fiskeren og hans Brud
Fiskeren og hans Brud er en dansk stum melodramafilm fra 1911 produceret af Nordisk Films Kompagni. Filmens instruktør er ukendt.

## Handling
På en tur til Lemvig forelsker komtessen Mira sig i den flotte fiskerknøs Carl. Carl er dog allerede forlovet med en fiskerpige, men det holder ikke Mira tilbage. Med kvindelist og hjælp fra en veninde stjæler hun Carls hjerte for næsen af fiskerpigen, der bliver syg af hjertesorg. En dramatisk ulykke på havet finder sted, og Carl bliver rystet og må vælge. Vil han den charmerende komtesse eller sin smukke, men fattige forlovede?

## Medvirkende
- Ebba Thomsen
- Christel Holch Jacobsen
- Einar Zangenberg